# فريدريش كروغر
فريدريش كروغر (بالألمانية: Friedrich-Wilhelm Krüger)‏ (و. 1894 – 1945 م) هو سياسي ألماني، ولد في ستراسبورغ،

## حياته
كان عضوًا في الحزب النازي، كان عضوًا في كتيبة العاصفة، وشوتزشتافل، ويحمل رتبة عسكرية فريق أول، وأوبر غروبن فوهرر،

## مناصب
تولى منصب عضو مجلس النواب الألماني للجمهورية فايمار
- عضو مجلس النواب الألماني من ألمانيا النازية

.

## الوفاة
توفي في النمسا العليا، عن عمر يناهز 51 عاماً، بسبب إصابة بعيار ناري.

## جوائز
حصل على جوائز منها:
- مشبك الصليب الحديدي (1944)
- وسام الفارس الصليبي الحديدي (1944)
- مشبك الصليب الحديدي (1943)
- صليب الاستحقاق الحربي (1942)
- grand officer of the Order of the Crown of Italy ‏ (1940)
- وسام التاج اليوغوسلافي [الإنجليزية]‏ (1939)
- شارة الحزب الذهبية (1939)
- صليب الشرف في الحرب العالمية الأولي 1914/1918 (1934)
- هاوس اوردر اوف هوهنزولرن (1918)
- شارة الجرح (1918)
- Military Merit Cross III. Class ‏ (1916)
- الصليب الحديدي من الرتبة الأولى  [لغات أخرى]‏ (1915)
- الصليب الحديدي من الرتبة الثانية  [لغات أخرى]‏ (1914)
- وسام الخدمة الطويلة للحزب الاشتراكي الوطني الألماني